# Leonard Lord
Leonard Percy Lord (15 november 1896 - 13 september 1967) was een belangrijk persoon voor de Britse auto-industrie. Hij was onder andere directeur van Austin Motor Company en heeft met Donald Healey Austin-Healey opgericht. In 1954 kreeg hij de Orde van het Britse Rijk.
Leonard Percy Lord werd geboren op 16 november 1896. Hij was was de zoon van William Lord en Emma, dochter van George Swain. In 1906 ging hij naar de Bablake school. Deze school had een sterke voorkeur voor technische vakken en had een volledig uitgeruste timmerwerkplaats en een werkende smederij. Na de dood van zijn vader verliet hij op 16-jarige leeftijd de school.
Lord ging werken bij een munitiefabriek van Vickers in Coventry, hij bleef hier tot het einde van de Eerste Wereldoorlog. Na 1918 werkte hij in een motorenfabriek voor het Franse bedrijf Hotchkiss in Engeland. Hotchkiss maakte benzinemotoren en werd in 1923 overgenomen door Morris Motors Limited. De motorenfabriek ging verder als Morris Engines. Lord ging mee na de overname en hield zich vooral bezig met het stroomlijnen van de productieproces. In 1928 nam Morris het in financiële problemen geraakte Wolseley Motors over. Lord werd overgeplaatst om ook daar de productieapparatuur te moderniseren. In 1932 werd Lord gepromoveerd tot algemeen directeur bij Morris. Hij deed zijn werk zo goed dat Morris hem in 1933 benoemde tot directeur van heel Morris Motors.
In augustus 1936 nam Leonard ontslag mede vanwege zijn moeizame relatie met William Morris. Toch benoemde hij Lord op hoge posities bij zijn filantropische instellingen. De relatie met Morris verbeterde niet en Lord ging bij de belangrijkste concurrent van Morris aan de slag, de Austin Motor Company.
Herbert Austin was op leeftijd en zijn enige zoon was in 1915 gesneuveld. Austin stierf in 1941 en Lord werd zijn opvolger om het bedrijf te leiden. Tijdens de Tweede Wereldoorlog schakelde Austin over van civiele naar militaire productie, zoals ziekenwagens en militaire voertuigen. In 1946 kon de productie van personenwagen weer opgepakt worden. In 1952 fuseerde Austin met de Nuffield Organization, hierin had zijn voormalige werkgever William Morris al zijn autobelangen in ondergebracht, en gingen samen verder als British Motor Corporation (BMC). Morris was de eerste voorzitter van BMC tot zijn pensioen op 17 december 1952. Lord nam zijn functie over.
Leonard Lord stond aan de basis van de legendarische Mini. Hij haalde Alec Issigonis binnen en na het zien van een prototype zei Lord dat de auto binnen 12 maanden in productie moest komen. Issigonis sputterde tegen en wees op de hoge kosten, maar Lord brak hem af en zei "I'll sign the cheques; you get on with getting the thing to work!".
Leonard Lord stierf in september 1967, hij was 70 jaar oud. Hij maakte de fusie met Leyland Motors net niet meer mee, hij overleed tijdens de onderhandelingen. Lord was in 1962 in de adelstand verheven als Baron Lambury, omdat hij geen zoon had, ging de adellijke titel met hem verloren.
Lord was in 1921 getrouwd met Ethel Lily, dochter van George Horton. Ze kregen drie dochters.